# إسترلتزية
الإسترلتزية (الاسم العلمي: Strelitziaceae) هي فصيلة من النباتات تتبع رتبة الزنجبيليات من طائفة أحاديات الفلقة.

## التصنيف
- الإسترلتزاوية
  - عصفور الجنة